# North Patchogue
North Patchogue és una concentració de població designada pel cens dels Estats Units a l'estat de Nova York. Segons el cens del 2000 tenia 7.825 habitants.

## Demografia
Segons el cens del 2000, North Patchogue tenia 7.825 habitants, 2.694 habitatges, i 1.988 famílies. La densitat de població era de 1.418,4 habitants per km².
Dels 2.694 habitatges en un 35,8% hi vivien nens de menys de 18 anys, en un 58,1% hi vivien parelles casades, en un 11,2% dones solteres, i en un 26,2% no eren unitats familiars. En el 20,3% dels habitatges hi vivien persones soles el 5,9% de les quals corresponia a persones de 65 anys o més que vivien soles. El nombre mitjà de persones vivint en cada habitatge era de 2,87 i el nombre mitjà de persones que vivien en cada família era de 3,32.
Per edats la població es repartia de la següent manera: un 26,5% tenia menys de 18 anys, un 7,4% entre 18 i 24, un 34,1% entre 25 i 44, un 23,4% de 45 a 60 i un 8,7% 65 anys o més.
L'edat mediana era de 35 anys. Per cada 100 dones de 18 o més anys hi havia 95 homes.
La renda mediana per habitatge era de 61.145 $ i la renda mediana per família de 65.117 $. Els homes tenien una renda mediana de 44.302 $ mentre que les dones 31.724 $. La renda per capita de la població era de 23.719 $. Entorn del 2,4% de les famílies i el 3,7% de la població estaven per davall del llindar de pobresa.